# 天主教班伯里教区
天主教班伯里教區（拉丁語：Dioecesis Bumburiensis）是澳大利亞一個羅馬天主教教區。屬珀斯總教區。1954年11月12日升為教區。
教區範圍包括西澳大利亞州南部，教座位於班伯里。2006年有教友50,190人（佔轄區人口19.5%）、三十個堂區、廿九名司鐸。現任主教為傑拉德·若瑟·何洛漢。